# Společenský dům (Darkov)
Společenský dům je součástí kulturní památky areál lázeňského parku v Darkově v katastrálním území Darkov v místní části Lázně Darkov v okrese Karviná. Od roku 1992 je chráněnou kulturní památkou České republiky.

## Historie
Lázeňský park byl založen v roce 1895 jako přírodní krajinářský park s původními porosty a vzrostlými stromy dovezenými z Beskyd. První společenský dům v lázeňském parku byl postaven v roce 1865. Pro velké množství oken se mu říkalo Skleník. Zbořen byl v roce 1936. V letech 1900–1901 byl podle projektu vídeňského architekta Korna postaven stavitelem Gobietem nový společenský dům (Kurhaus) v historizujícím stylu. Společenský dům prošel generální opravou v letech 1996–1997.

## Popis
Společenský dům, který je umístěn v centrální části lázeňského parku, je zděná jednopatrová budova postavená na členitém půdorysu. Ústřední části budovy je společenský sál s malým jevištěm, velkým původním zrcadlem dovezeným z Benátek a bohatou štukovou výzdobou, osvětlený dvojicemi oken s půlkruhovými záklenky. 

## Galerie

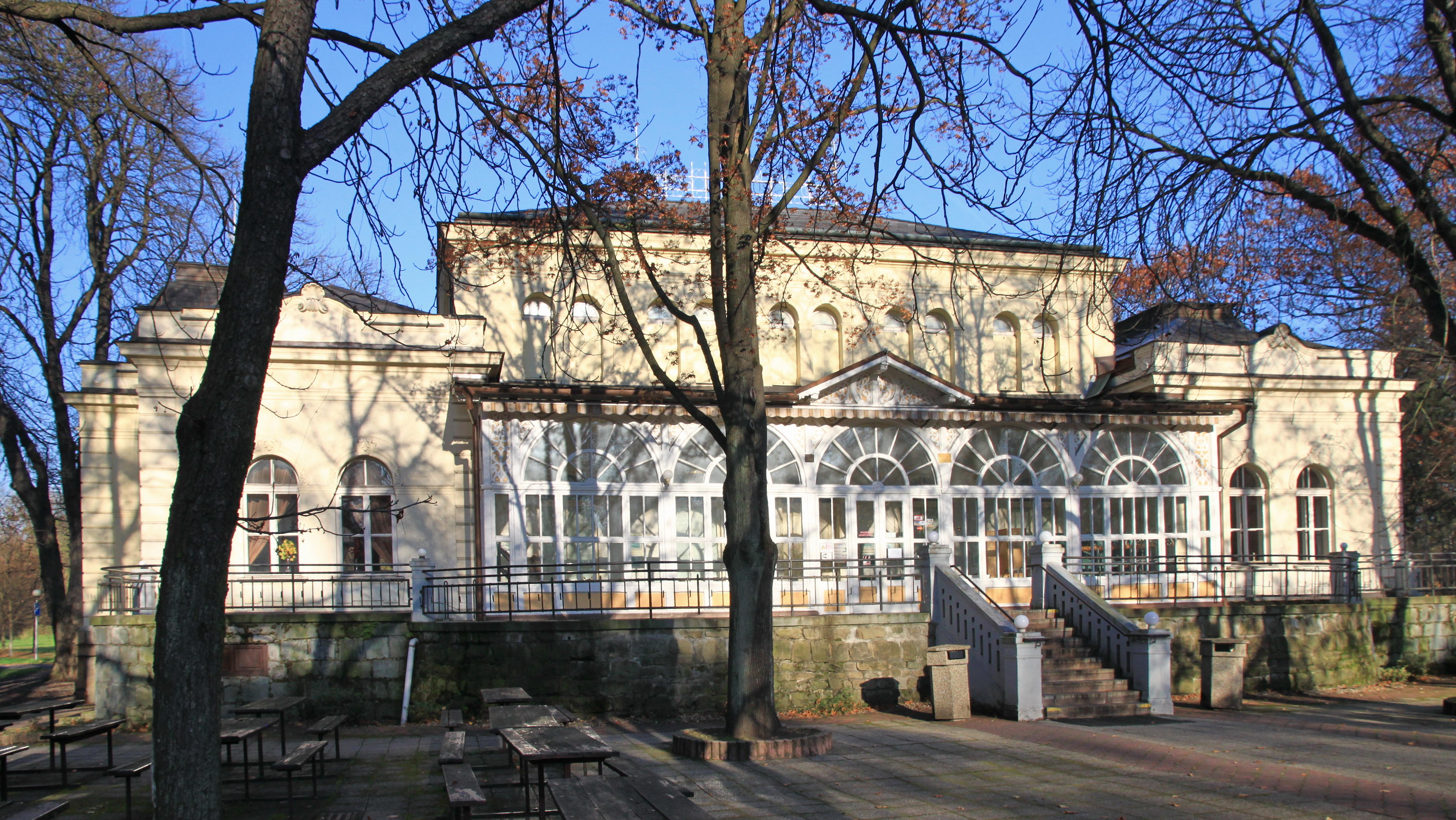
Hlavní průčelí
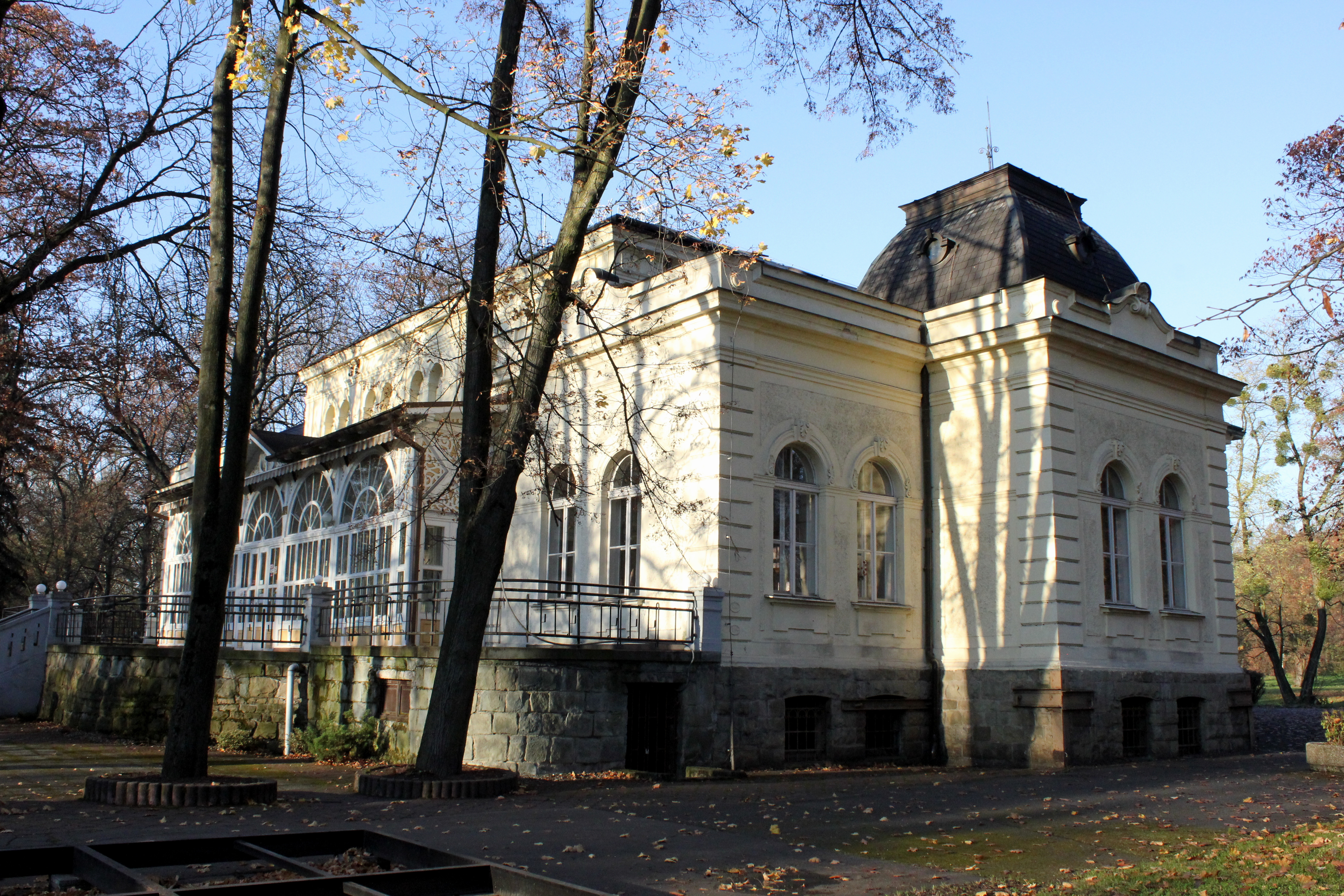
Pravé (pohledově) průčelí
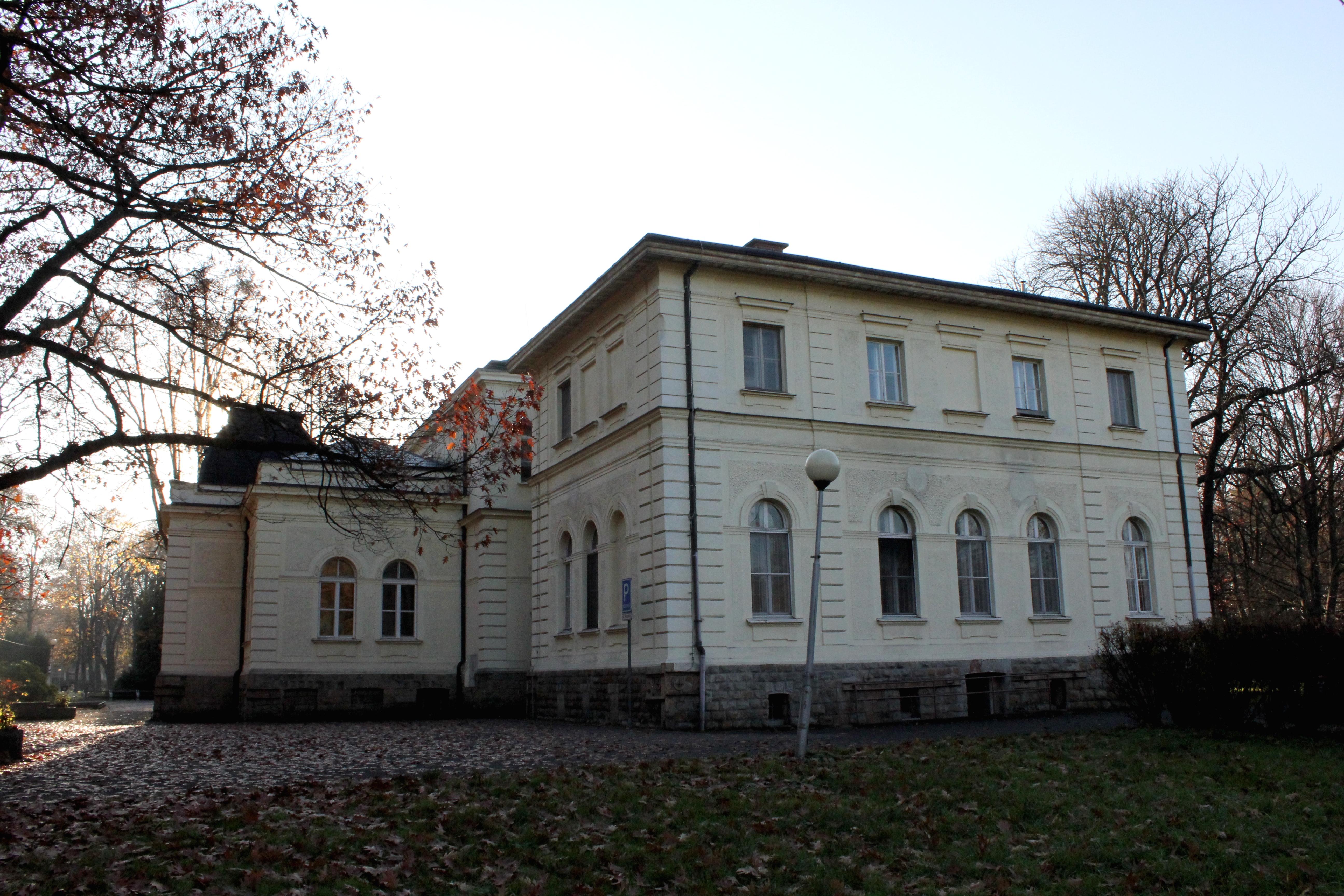
Pohled na zadní část
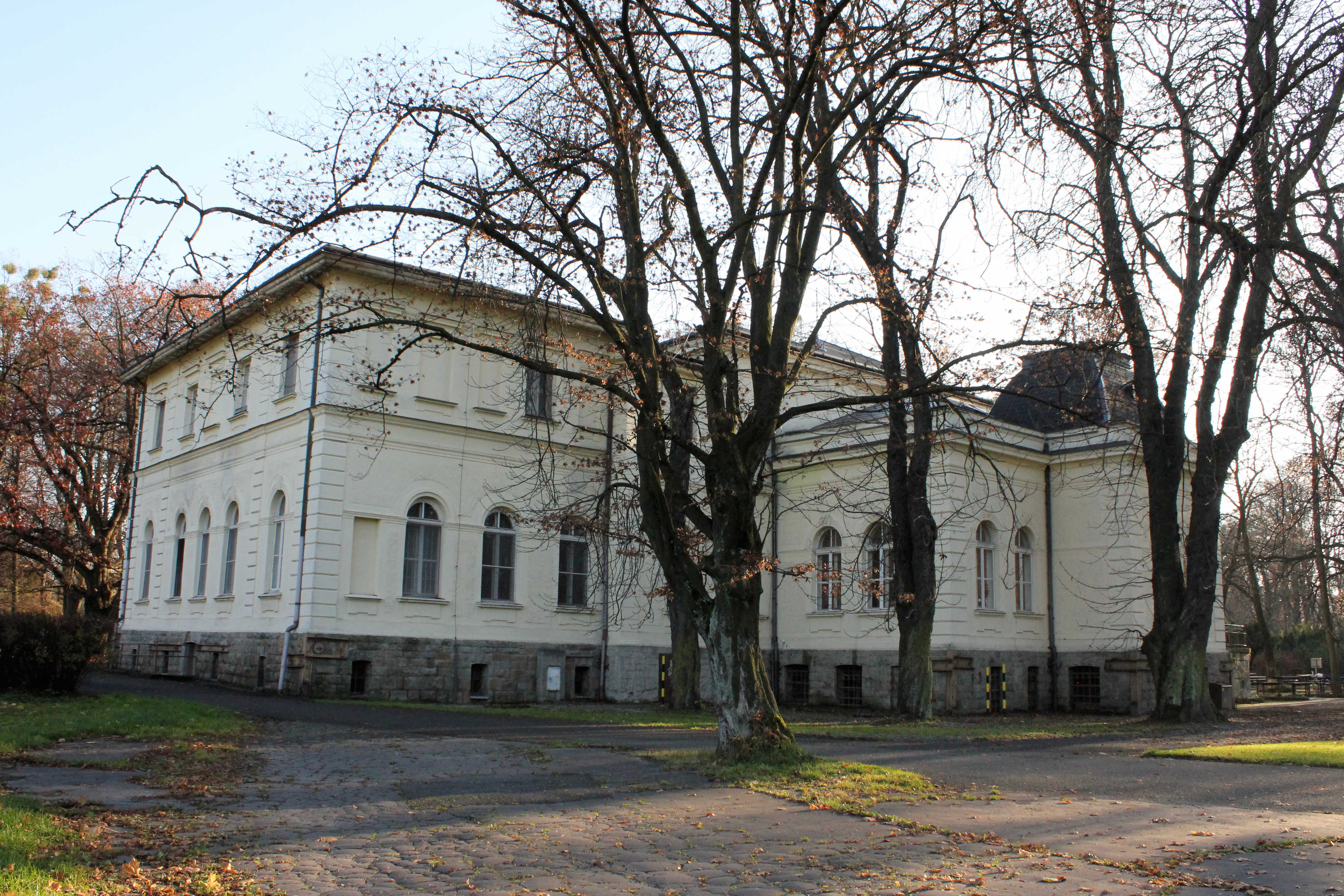
Levé průčelí
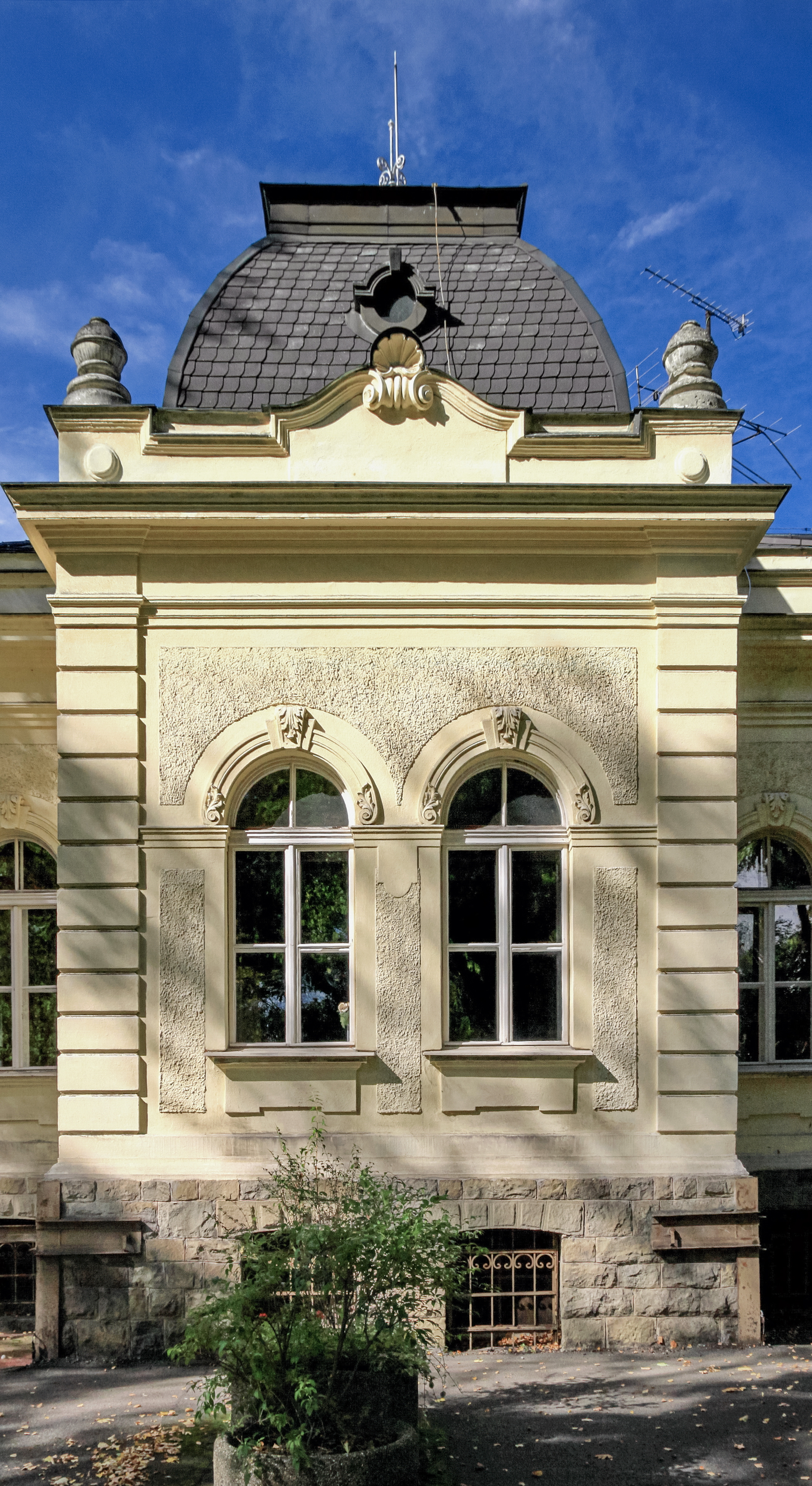
Okna
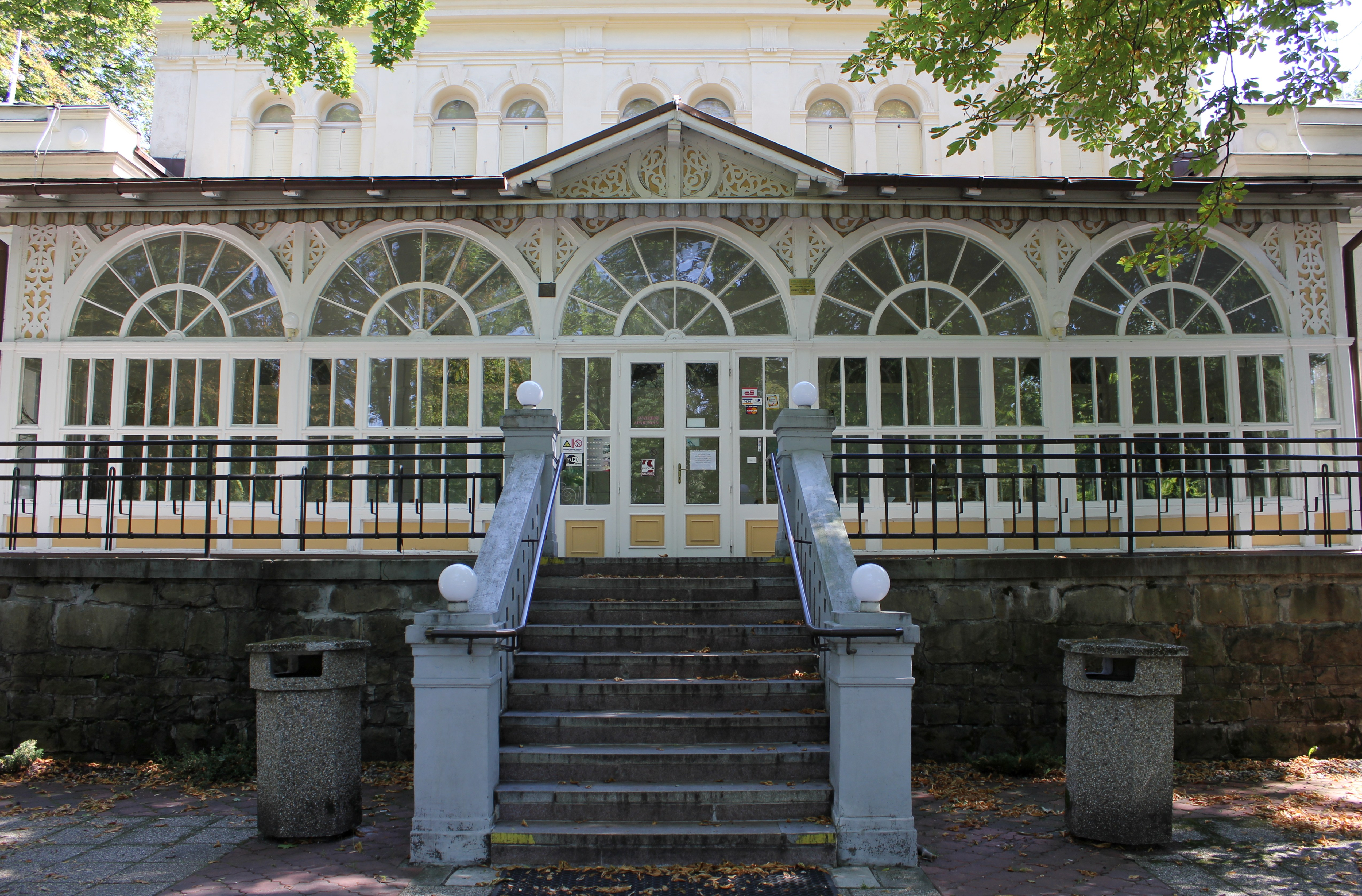
Terasa se schodištěm a zimní zahradou
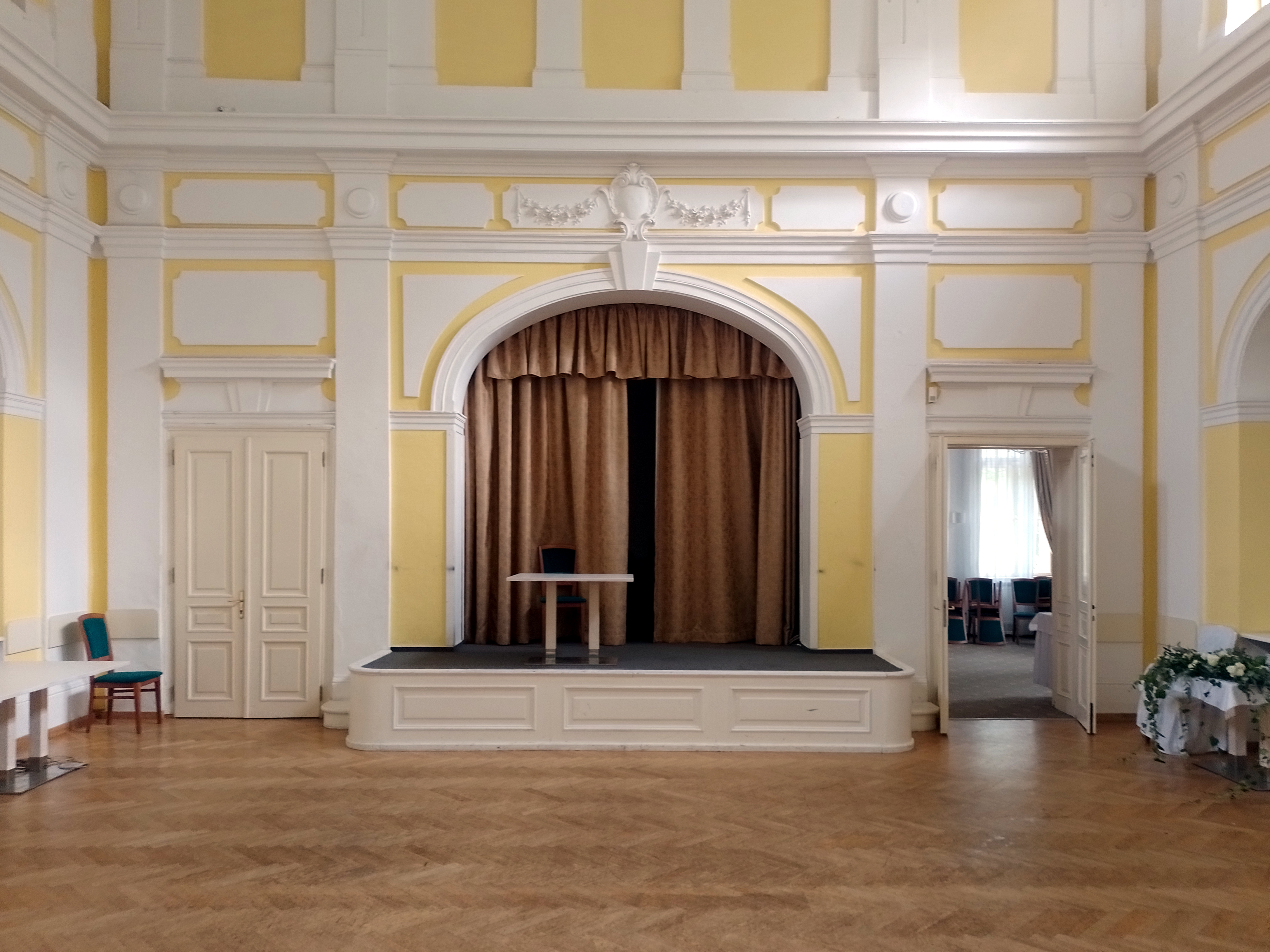
Interiér
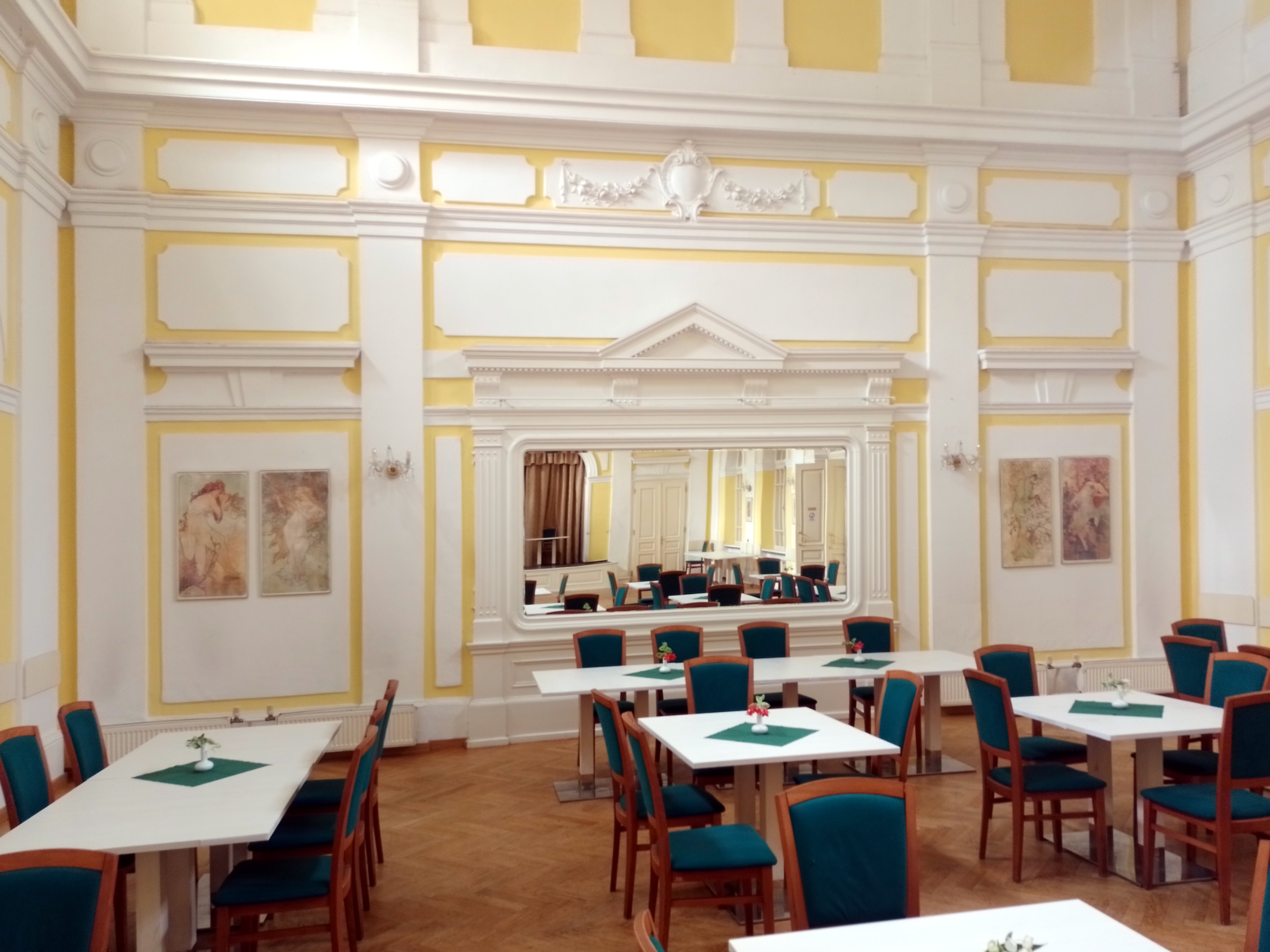
Interiér